# Charles C. Ryrie
Charles Caldwell Ryrie (* 2. März 1925 in St. Louis, Missouri; † 16. Februar 2016 in Dallas, Texas) war ein US-amerikanischer evangelikaler Theologe. Er war jahrzehntelang Professor für Systematische Theologie am Dallas Theological Seminary und verfasste die weit verbreitete Ryrie-Studienbibel.

## Leben
Ryrie wuchs als Sohn eines Bankiers in Alton (Illinois) auf. Nach Abschluss der Highschool verbrachte er 1942 ein Semester an der von Frank E. Gaebelein geleiteten Stony Brook School auf Long Island. Anschließend studierte er Mathematik am Haverford College bei Philadelphia, wo er in die Studentenvereinigung Phi Beta Kappa aufgenommen wurde. Nach einer Begegnung mit dem Präsidenten des Dallas Theological Seminary, Lewis Sperry Chafer, ließ er 1943 seinen Plan, seinem Vater ins Bankgewerbe zu folgen, fallen und schrieb sich 1944 als Theologiestudent in Dallas ein. 1947 erwarb er den Master-Abschluss mit einer Arbeit über das Verhältnis zwischen Neuem Bund und Prämillenarismus; 1949 folgte die Promotion mit einer Arbeit über die Grundlagen des Prämillenarismus.
Bereits 1948 hatte Ryrie einen Ruf als außerordentlicher Professor ans Westmont College in Santa Barbara (Kalifornien) angenommen. 1950 wurde er hier Studiendekan und Vorsitzender der Abteilung für Biblische Theologie und Philosophie. Zum Erwerb eines Ph.D. ging er 1951 noch für zwei Jahre an die University of Edinburgh; seine Dissertation behandelte die Rolle der Frau in der Kirche.
Ab 1953 lehrte Ryrie Systematische Theologie am Dallas Theological Seminary. 1958 wurde er vorübergehend Präsident des Philadelphia College of Bible, kehrte jedoch 1962 als Vorsitzender der Abteilung für Systematische Theologie und Dekan für Doktoratsstudien wieder nach Dallas zurück, um bis zu seiner Emeritierung 1983 dort zu bleiben. Gastdozenturen führten ihn ans Bethel Theological Seminary (Arden Hills, Minnesota), die Biola University (La Mirada, Kalifornien), das Cedarville College (Cedarville, Ohio), das Moody Bible Institute (Chicago), das Word of Life Bible Institute (New York) sowie nach Europa, Israel, Südafrika, Mexiko, Haiti, Argentinien und Brasilien. 1991 wurde er noch einmal außerplanmäßiger Professor an der Philadelphia Biblical University. Von 1998 bis 2004 war er Gastdozent an der Bibelschule Brake in Lemgo.
Ryrie gehörte der First Baptist Church in Dallas an.

## Familie
1959 heiratete Ryrie die 23-jährige Mildred Anne Belden aus Minnesota. Das Paar bekam zwei Töchter und einen Sohn. 1987 ließ sich Ryries Frau von ihm scheiden und heiratete später erneut.

## Theologie, Anerkennung und Kritik
Ryrie galt als führender Vertreter des Dispensationalismus, dem er mit seinem Standardwerk Dispensationalism Today (1965, überarbeitet 1995) zu einer wesentlichen theoretischen Fundierung verhalf. Er sprach sich gegen liberale, neo-orthodoxe sowie charismatische Ansätze aus und vertrat auch ethisch in der Regel konservative Positionen. Seine ca. 30 Buchveröffentlichungen, darunter eine systematische Theologie in einem Band (Basic Theology, 1986; dt. Die Bibel verstehen, 1996), sind größtenteils allgemeinverständlich geschrieben und zeichnen sich durch einen klaren, unpolemischen Stil aus. Ryries erfolgreichstes Werk (Auflage über 2 Millionen) ist die Ryrie Study Bible (NT 1976, Gesamtbibel 1978, erweitert 1994, dt. 2012), eine Studienbibel mit Einleitungen, exegetischen Erläuterungen und verschiedenen Anhängen.
Im deutschen Sprachraum werden seine Werke vor allem innerhalb der Brüderbewegung sehr geschätzt.
Kritik an Ryries Soteriologie äußerte der US-amerikanische evangelikale Vordenker und Philosoph Dallas Willard. Er warf ihm vor, das Evangelium auf die Beseitigung der Sündenschuld, um Zugang zum Himmel zu erhalten, zu reduzieren. Zudem nehme er die Ankunft des Reiches Gottes mit Jesus Christus nicht wahr, sondern verlege sie einseitig in die Zukunft, ins Tausendjährige Reich.

## Veröffentlichungen
- The Basis of the Premillennial Faith, 1953, überarbeitet: 2005.
- Neo-orthodoxy: What It Is and What It Does, 1956.
- The Place of Women in the Church, 1958; Neuausgabe unter dem Titel: The Role of Women in the Church, 1970.
- Biblical Theology of the New Testament, 1959; überarbeitet: 2005.
- First and Second Thessalonians, Reihe Everyman’s Bible Commentary, 1959; Neuausgabe 2001.
- The Acts of the Apostles, 1961.
- The Grace of God, 1963.
- Dispensationalism Today, 1965; überarbeitet und erweitert: Dispensationalism, 1995; Neuausgabe 2007.
  - Dispensationalismus. Gottes Heilszeitplan verstehen, Christliche Literatur-Verbreitung, Bielefeld und Mitternachtsruf, Dübendorf 2016, ISBN 978-3-86699-348-8.
- The Holy Spirit, 1965, überarbeitet und erweitert 1997.
  - Ihr werdet Kraft empfangen. Was die Bibel über den Heiligen Geist lehrt, Christliche Verlagsgesellschaft, Dillenburg 2003, ISBN 978-3-89436-367-3.
- Revelation, Reihe Everyman’s Bible Commentary, 1968; Neuausgabe 1996.
  - Die Offenbarung verstehen. Durchblick und Klarheit für das faszinierendste Buch der Bibel (Christliche Verlagsgesellschaft, Dillenburg 2011, ISBN 978-3-89436-875-3)
- Balancing the Christian Life, 1969; erweitert 1994.
  - Ausgewogen. Biblische Lehre im praktischen Leben, Christliche Verlagsgesellschaft, Dillenburg 1994, ISBN 3-89436-076-3; überarbeitet: Ausgewogen statt abgehoben. Der Weg zu einem echten geistlichen Leben, Christliche Verlagsgesellschaft, Dillenburg 2007, ISBN 978-3-89436-571-4.
- The Bible and Tomorrow’s News: A New Look at Prophecy, 1969; überarbeitet: The Final Countdown, 1982.
- A Survey of Bible Doctrine, 1972.
- You Mean the Bible Teaches That ..., 1974; überarbeitet: Biblical Answers to Contemporary Issues, 1991.
  - Biblische Antworten auf Fragen unserer Zeit. Argumente zu aktuellen Themen und Problemfeldern der modernen Gesellschaft, Christliche Verlagsgesellschaft, Dillenburg 1997, ISBN 3-89436-139-5.
- The Ryrie Study Bible: New Testament, 1976.
- The Living End, 1976; überarbeitet: The Best Is Yet to Come, 1981.
- The Ryrie Study Bible, 1978; erweitert 1994.
  - Die Ryrie-Studienbibel. Elberfelder Bibel (SCM R. Brockhaus, Witten / Christliche Verlagsgesellschaft, Dillenburg 2012, ISBN 978-3-417-25197-5)
- A Look at Life after Life, 1978.
- What You Should Know about Inerrancy, 1981.
  - Irrtum ausgeschlossen! Wahrheit und Inspiration der Bibel im Kreuzverhör, Christliche Verlagsgesellschaft, Dillenburg 1996, ISBN 3-89436-111-5.
- What You Should Know about the Rapture, 1981; überarbeitet: Come Quickly, Lord Jesus: What You Need to Know about the Rapture, 1996.
- Making the Most of Life, 1982.
- What You Should Know about Social Responsibility, 1982.
- Ryrie’s Concise Guide to the Bible, 1983.
- mit Paul E. Steele: Meant To Last: A Christian View of Marriage, Divorce, and Remarriage, 1983.
- The Miracles of Our Lord, 1984; Neuausgabe 2005.
  - Die Wunder Jesu, Christliche Verlagsgesellschaft, Dillenburg 1998, ISBN 978-3-89436-085-6.
- Basic Theology: A Popular Systematic Guide to Understanding Biblical Truth, 1986; Neuausgabe 1999.
  - Die Bibel verstehen. Das Handbuch systematischer Theologie für jedermann, Christliche Verlagsgesellschaft, Dillenburg und Christliche Literatur-Verbreitung, Bielefeld 1996, ISBN 3-89436-109-3.
- So Great Salvation: What It Means to Believe in Jesus Christ, 1989.
  - Hauptsache gerettet? Was Errettung bedeutet, Christliche Verlagsgesellschaft, Dillenburg 1998, ISBN 3-89436-175-1.
- Transformed by His Glory, 1990.
- Object Lessons: 100 Lessons from Everyday Life, 1991.
  - Zeig’s mit Gegenständen. 100 Lektionen aus dem täglichen Leben, Christliche Verlagsgesellschaft, Dillenburg 1997, überarbeitet 1998, ISBN 3-89436-141-7.
- Nailing Down a Board: Serving Effectively on the Not-for-Profit Board, 1999.
- Ryrie’s Practical Guide to Communicating Bible Doctrine, 2005.
  - Wie bereite ich eine Lehrpredigt vor?, Christliche Verlagsgesellschaft, Dillenburg 2011, ISBN 978-3-89436-914-9.